# Vallstorpsgölen
Vallstorpsgölen är en sjö i Nässjö kommun i Småland och ingår i Motala ströms huvudavrinningsområde. Sjön har en area på 0,0501 kvadratkilometer och ligger 284 meter över havet.

## Delavrinningsområde
Vallstorpsgölen ingår i det delavrinningsområde (639721-142952) som SMHI kallar för Inloppet i Ryssbysjön. Medelhöjden är 308 meter över havet och ytan är 40,71 kvadratkilometer. Räknas de 2 delavrinningsområdena uppströms in blir den ackumulerade arean 63,25 kvadratkilometer. Delavrinningsområdets utflöde Motala Ström mynnar i havet. Delavrinningsområdet består mestadels av skog (56 %), öppen mark (15 %) och jordbruk (16 %). Avrinningsområdet har 0,68 kvadratkilometer vattenytor vilket ger det en sjöprocent på 1,7 %. Bebyggelsen i området täcker en yta av 0,32 kvadratkilometer eller 1 % av avrinningsområdet.